# Ренійська міська територіальна громада
Ренійська міська територіальна громада — територіальна громада в Україні, у Ізмаїльському районі Одеської області. Адміністративний центр громади — місто Рені.

## Історія
На території громади виявлені залишки поселень епохи міді (гумельницької культура, IV тисячоліття до н. е.), Бронзи (II тисячоліття до н. е.), а також поселення раннього заліза (VII—VI ст. до н. е.), на території якого римляни в I—III ст. н. е. збудували фортецю під назвою Аліобрикс. Відомий гето-дакійських могильник IV—III ст. до н. е. На території села 1967 року було знайдено скарб електрових давньогрецьких монет (статерів) V—IV ст. до н. е., карбованих в місті Кізік, який увійшов в історію під назвою Орлівський скарб кізикінів. На східному березі озера Кагула в III—V ст. н. е. розташовувалося поселення зі змішаним населенням, у складі якого були слов'яни Черняхівської культури.

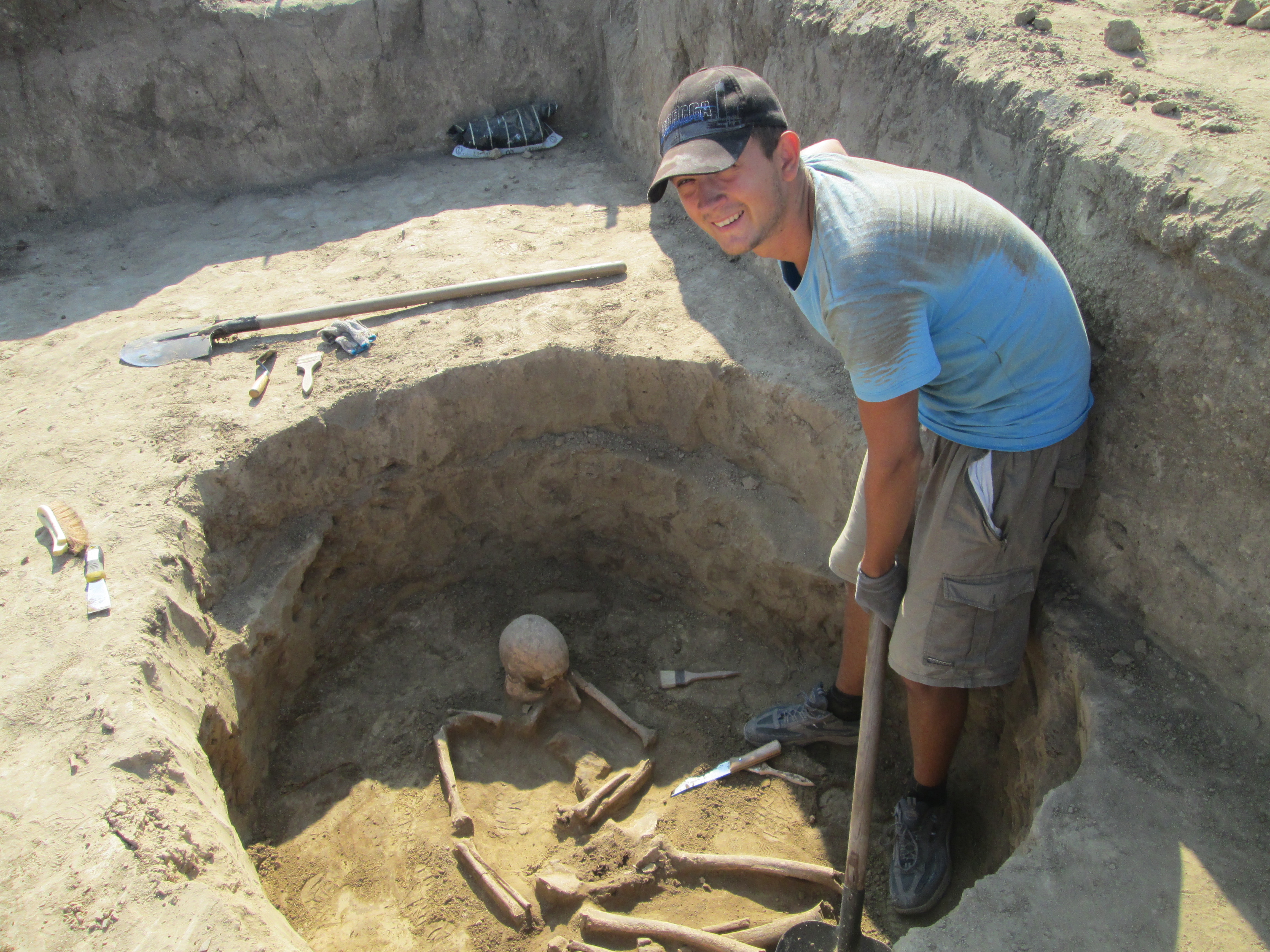
Розкопки городища Картал - археологічної пам'ятки часів VIII—VII ст. до н.е.

Адміністративний центр громади — місто Рені, розташований на лівому березі річки Дунай. Місто виникло на місці поселення часів Київської Русі, де знаходилася річкова пристань, яка староруською мовою називалася «рень». Звідси і виходить назва міста. Перша письмова згадка про місто сягає 1548 року. В цей час м. Рені входило до складу Молдовського князівства. Вигідне географічне розташування, перетин водних і сухопутних торгових шляхів сприяло швидкому перетворенню м. Рені в ремісничий і торговий центр. У 1621 році турки захопили Рені, перейменували його в Томарово і включили до Ізмаїльського райю.
У 1812 році місто увійшло до складу Росії. У 1819 році тут проживало 547 осіб, в 1856 році — 8 263 особи, в тому числі українці, молдовани, болгари, греки, росіяни, євреї. Після поразки Росії в Кримській війні 1853—1856 рр. м. Рені з частиною Ізмаїльського повіту (Південна Бессарабія) відійшло до Молдовського князівства, а в 1859 році — до новоствореної Королівської Румунії. Після російсько-турецької війни 1877—1878 рр. місто відійшло до Росії. У 1877 році була побудована залізниця «Рені—Бендери», яка з'єднала місто з районами Бессарабії і центром країни. З того часу Рені розвивався як річковий порт, що пов'язує край з багатьма країнами Європи.
Значні перетворення почалися з літа 1940 року після повернення Буджака до складу України. Інтенсивно будувався порт, створювалися підприємства місцевої промисловості. Рені став великим морським і залізничним вузлом. У 1941—1944 роках територія громади в складі Румунії.
11 листопада 1940 року було утворено Ренійський район із центром в місті Рені. Район був ліквідований відповідно до Постанови Верховної Ради України «Про утворення та ліквідацію районів» від 17 липня 2020 року № 807-IX.
Громада утворена в рамках адміністративно-територіальної реформи в Україні. Шляхом об'єднання 7 сільських (Долинська, Котловинська, Лиманська, Нагірненська, Новосільська, Орлівська, Плавнівська) і однієї міської ради (Ренійська міська рада). Таким чином, до складу громади увійшла вся територія ліквідованого Ренійського району. 
19 липня 2020 року, в результаті адміністративно-територіальної реформи і ліквідації Ренійського району, громада увійшла до складу новоутвореного Ізмаїльського району.
Перші вибори відбулися 25 жовтня 2020 року.

## Географія
Територія громади розташована у межах Придунайської рівнини та займає площю 86,1 тис. га, у тому числі сільськогосподарські угіддя — 41,646 га. із них рілля — 34,008 га.
Громада межує з Кагульським районом Молдови на північному заході, на півночі — з Гагаузькою автономією Молдови, на північному сході — з Болградською міською громадою, на сході — з Саф'янівською сільською громадою, на півдні, південному сході і південному заході — з румунським жудцем Тулча (по річці Дунай).
Клімат громади помірно континентальний. За природними та кліматичними умовами район є найкращим для ведення високоінтенсивного сільського господарства, рибальства, розвитку туризму, організації відпочинку та оздоровлення.
На території району розташовані озера Кагул, Картал, Ялпуг, Кугурлуй, Руска, протікає річка Дунай, а також малі степові річки Зарзи, Кам'яне, Орловське. Загальна площа озер близько 339 км², що становить майже половину території району.
Головна особливість економіко-географічного розташування громади це її річкове і прикордонне положення. Водний шлях по р. Дунай дозволяє розширювати економічні зв'язки зі Східною і Центральною Європою. У громаді виробляється видобуток корисних копалин місцевого значення — це пісок і глина, які використовуються в основному в будівництві.

### Склад громади
До складу громади входить одне місто — Рені, і 7 сіл:
- Долинське
- Котловина
- Лиманське
- Нагірне
- Новосільське
- Орлівка
- Плавні

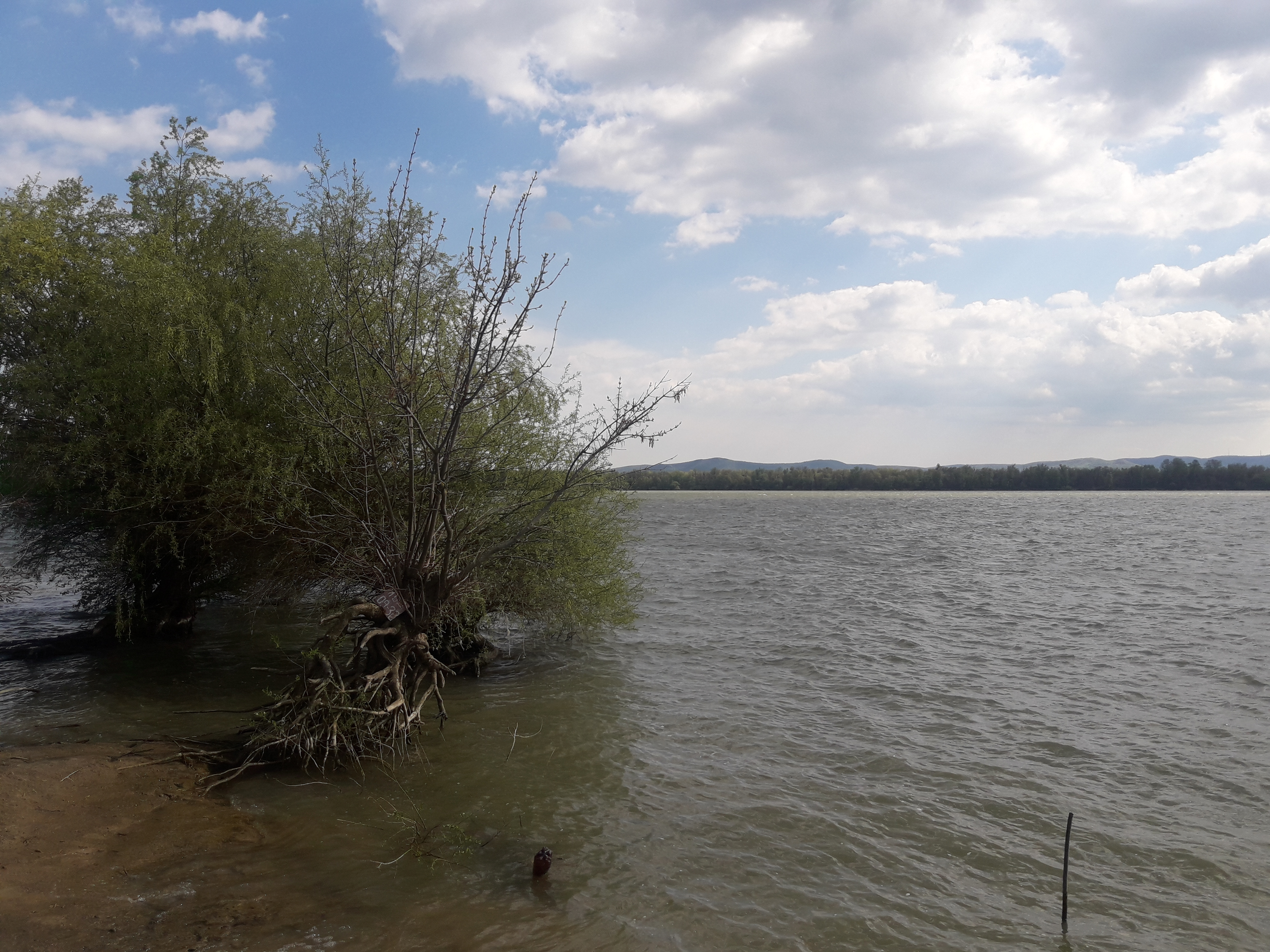
Річка Дунай біля села Новосільське
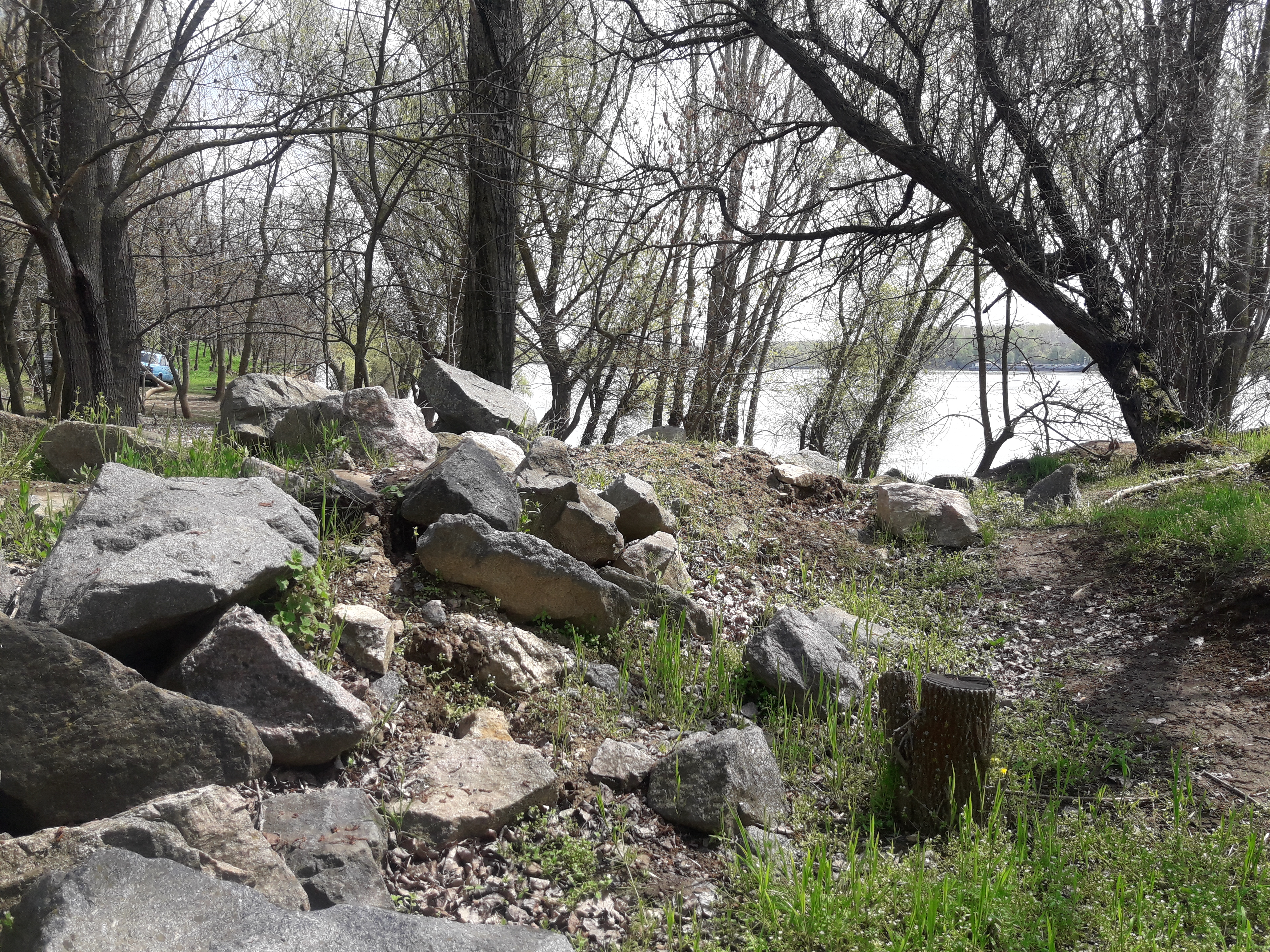
Берег Дунаю в м. Рені
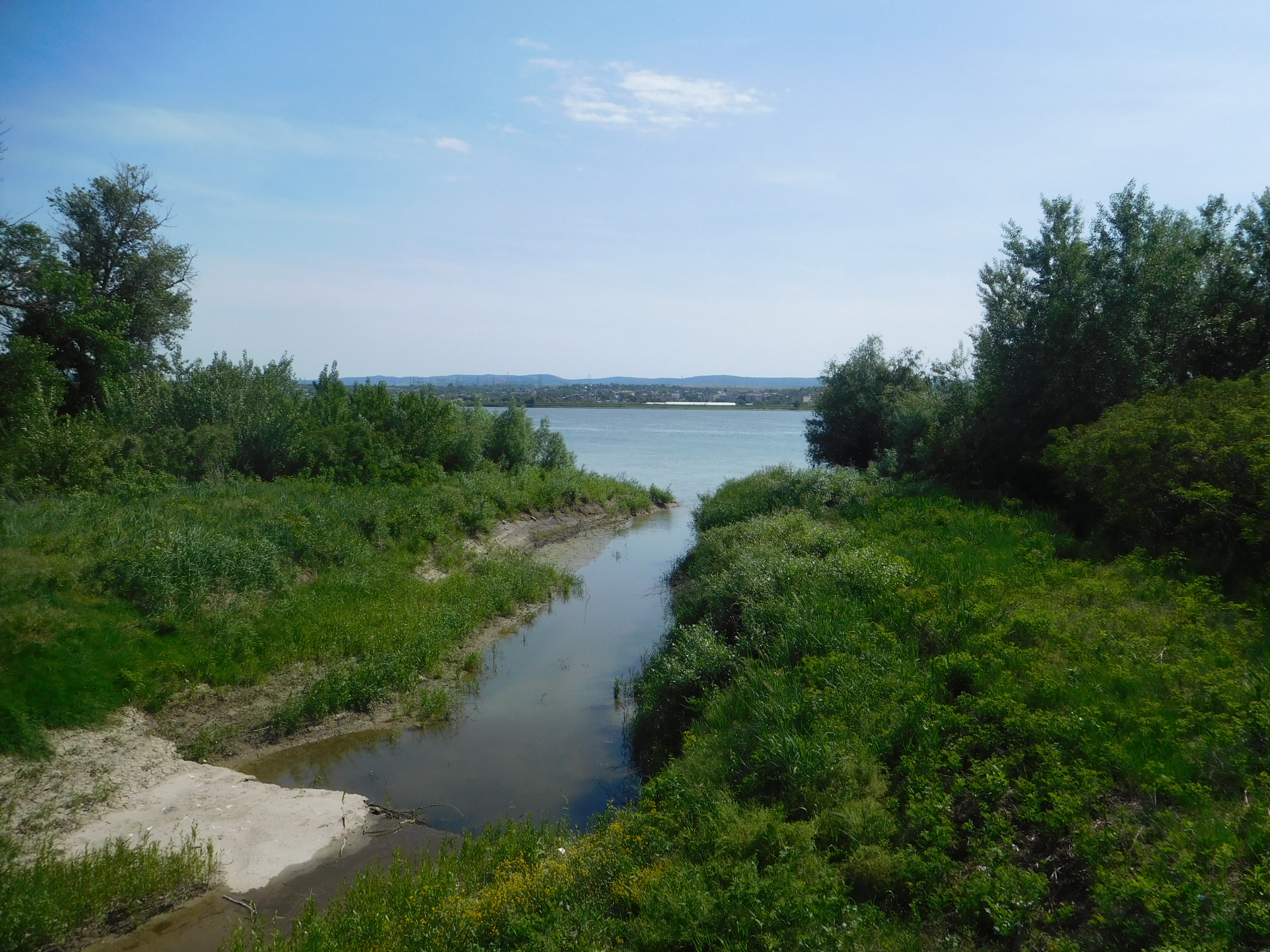
Канал Прорва впадає до Дунаю
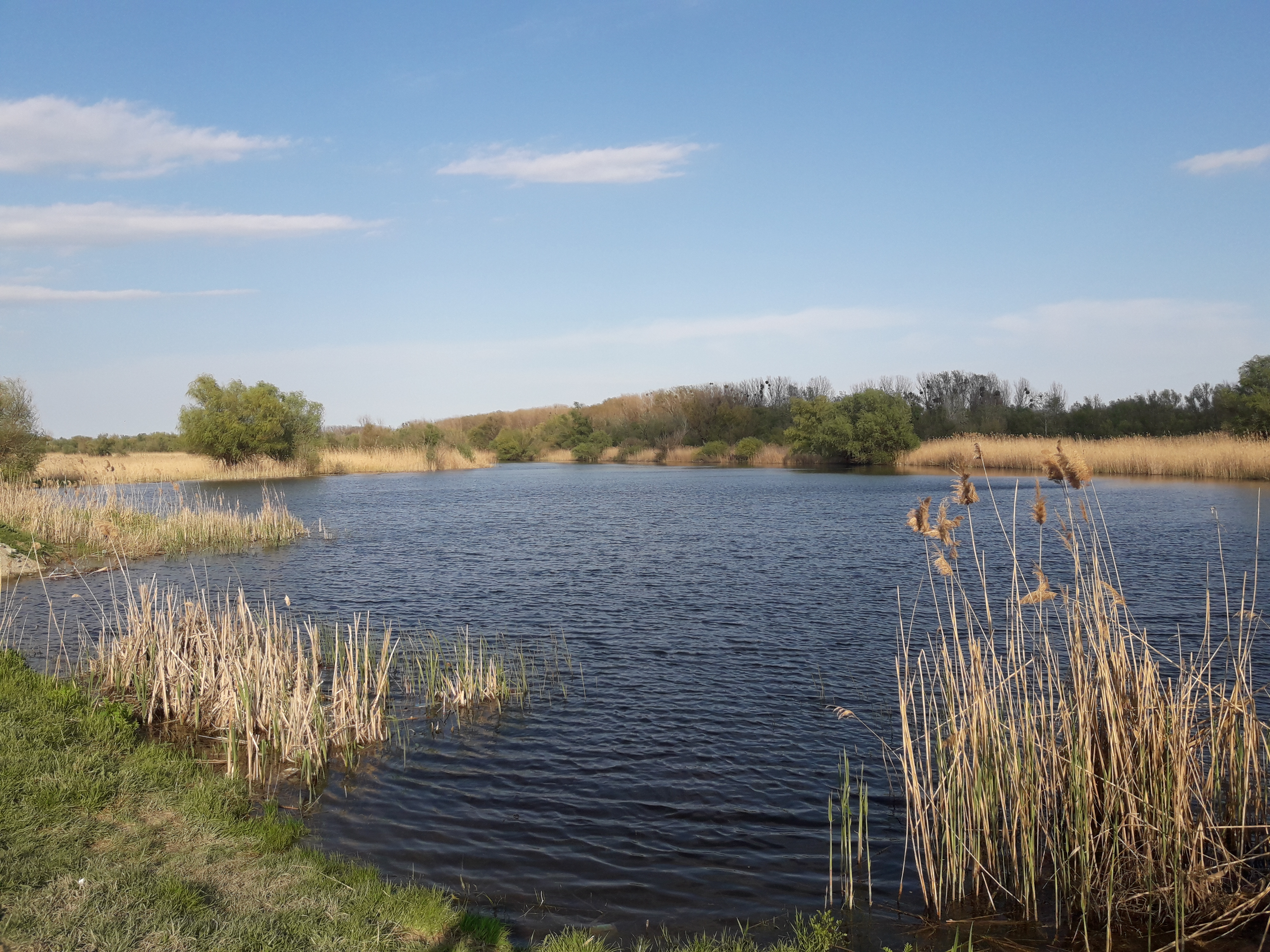
Річка Табачело
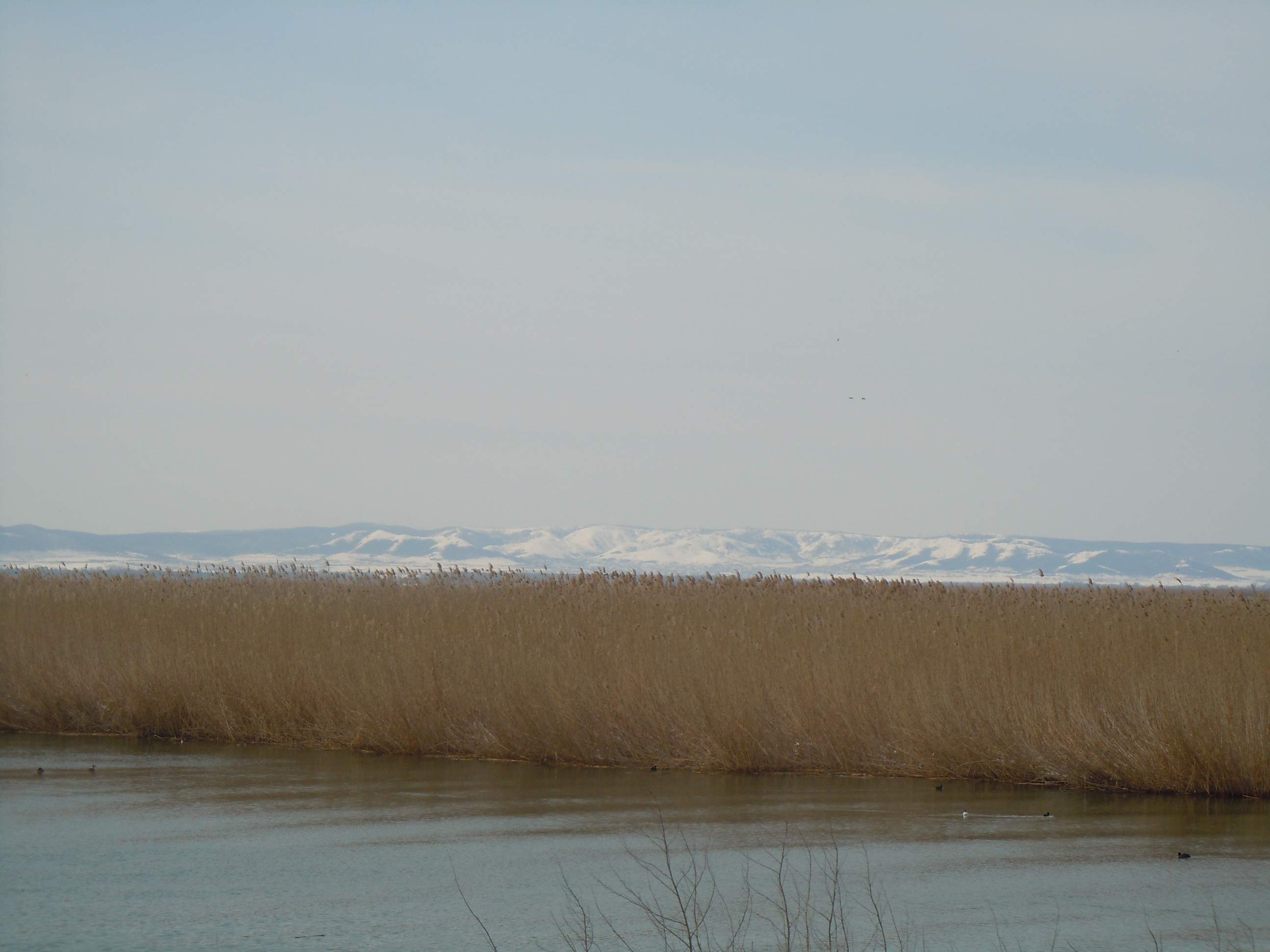
озеро Кугурлуй
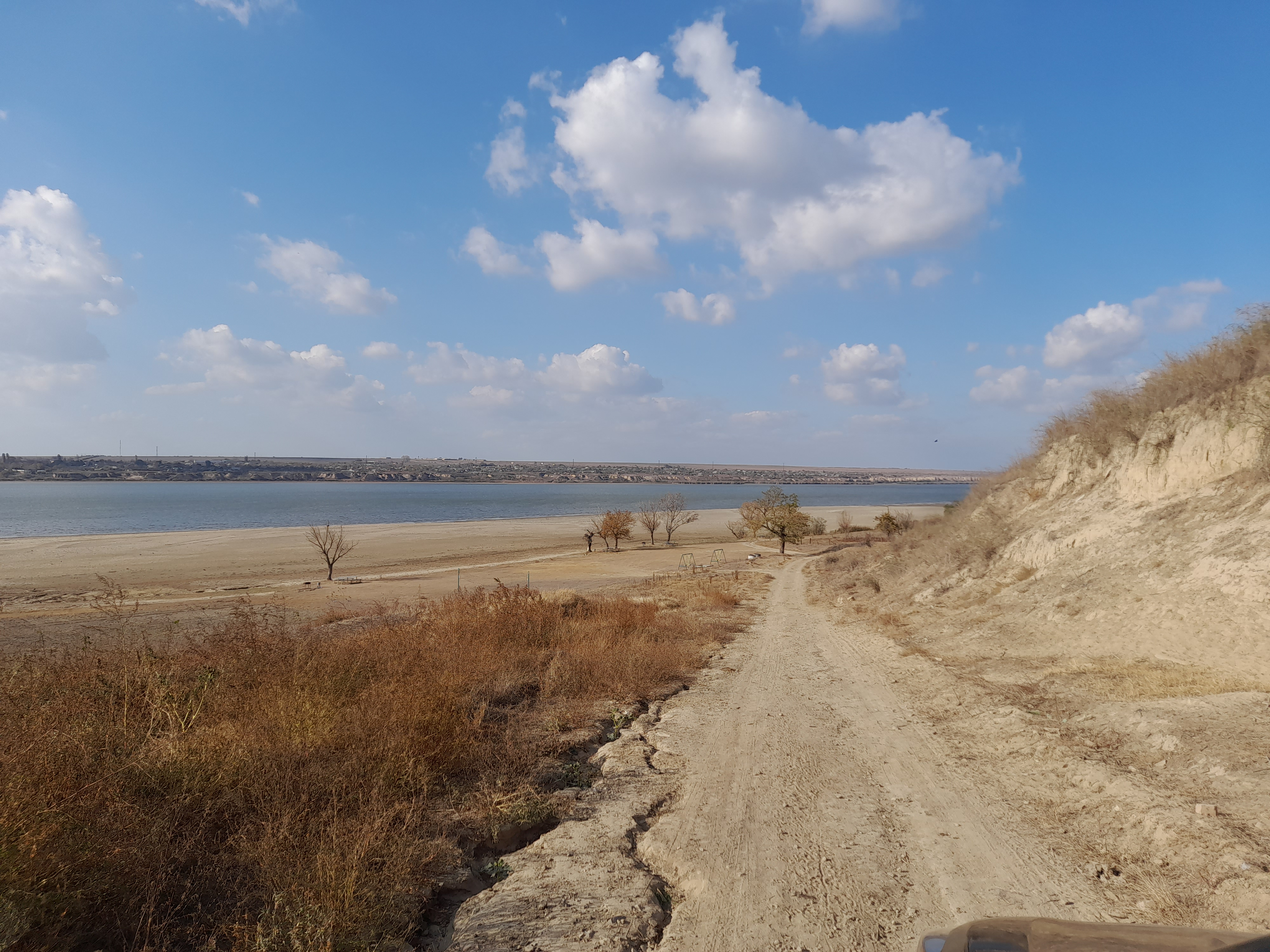
Берег оз. Кагул в селі Нагірному
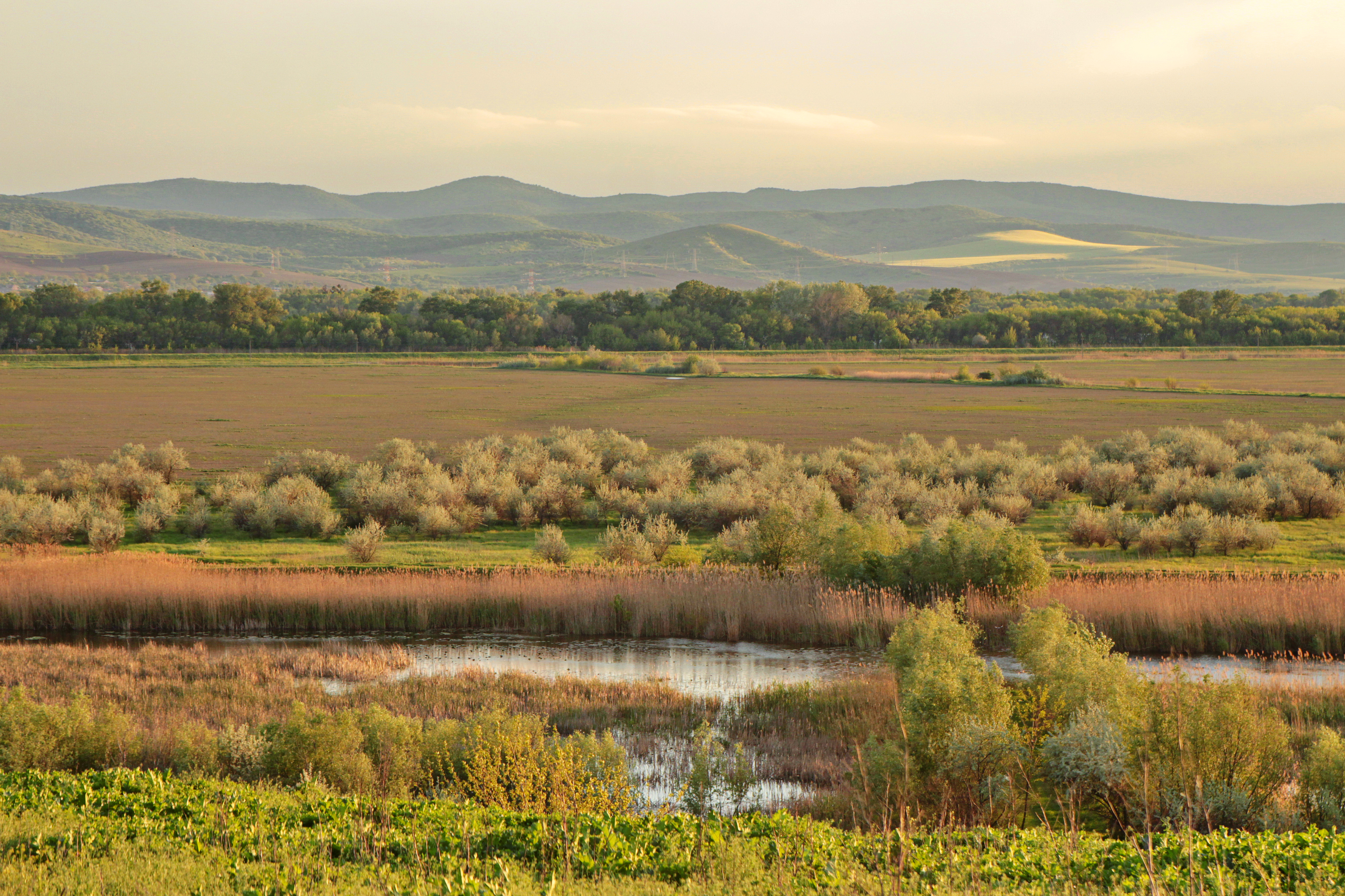
озеро Картал

## Транспорт

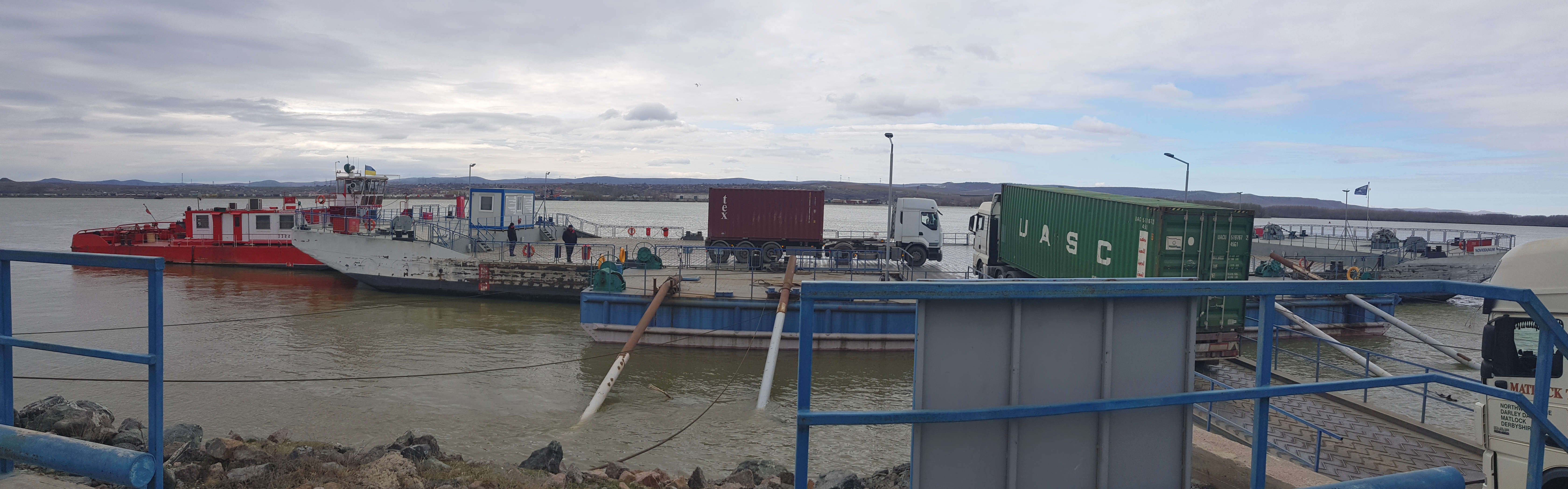
Поромна переправа Орлівка — Ісакча в селі Орлівка

Територією громади проходить автошлях E87. На території громади працюють Поромна переправа Орлівка — Ісакча (село Орлівка) і Ренійський морський торговельний порт.

## Населення
Розподіл населення за віком та статтю (2001):
| Стать | Всього | До 15 років | 15-24 | 25-44 | 45-64 | 65-85 | Понад 85 |
| --- | ------ | ----------- | ----- | ----- | ----- | ----- | -------- |
| Чоловіки | 19 300 | 3998        | 2810  | 5497  | 4993  | 1959  | 43       |
| Жінки | 21 379 | 3821        | 2698  | 5824  | 5727  | 3168  | 141      |
| \| Статево-вікова піраміда \| Статево-вікова піраміда \| Статево-вікова піраміда \| \| ----------------------- \| ----------------------- \| ----------------------- \| \| Чоловіки \| Вік \| Жінки \| \| 43 \| 85 + \| 141 \| \| 158 \| 80-84 \| 302 \| \| 328 \| 75-79 \| 687 \| \| 639 \| 70-74 \| 1066 \| \| 834 \| 65-69 \| 1113 \| \| 993 \| 60-64 \| 1245 \| \| 868 \| 55-59 \| 1049 \| \| 1356 \| 50-54 \| 1483 \| \| 1776 \| 45-49 \| 1950 \| \| 1537 \| 40-44 \| 1731 \| \| 1343 \| 35-39 \| 1375 \| \| 1241 \| 30-34 \| 1279 \| \| 1376 \| 25-29 \| 1439 \| \| 1350 \| 20-24 \| 1251 \| \| 1460 \| 15-20 \| 1447 \| \| 1677 \| 10-14 \| 1658 \| \| 1354 \| 5-9 \| 1225 \| \| 967 \| 0-4 \| 938 \| |        |             |       |       |       |       |          |
| Статево-вікова піраміда |        |             |       |       |       |       |          |
| Чоловіки | Вік    | Жінки       |       |       |       |       |          |
| 43 | 85 +   | 141         |       |       |       |       |          |
| 158 | 80-84  | 302         |       |       |       |       |          |
| 328 | 75-79  | 687         |       |       |       |       |          |
| 639 | 70-74  | 1066        |       |       |       |       |          |
| 834 | 65-69  | 1113        |       |       |       |       |          |
| 993 | 60-64  | 1245        |       |       |       |       |          |
| 868 | 55-59  | 1049        |       |       |       |       |          |
| 1356 | 50-54  | 1483        |       |       |       |       |          |
| 1776 | 45-49  | 1950        |       |       |       |       |          |
| 1537 | 40-44  | 1731        |       |       |       |       |          |
| 1343 | 35-39  | 1375        |       |       |       |       |          |
| 1241 | 30-34  | 1279        |       |       |       |       |          |
| 1376 | 25-29  | 1439        |       |       |       |       |          |
| 1350 | 20-24  | 1251        |       |       |       |       |          |
| 1460 | 15-20  | 1447        |       |       |       |       |          |
| 1677 | 10-14  | 1658        |       |       |       |       |          |
| 1354 | 5-9    | 1225        |       |       |       |       |          |
| 967 | 0-4    | 938         |       |       |       |       |          |

Національний склад населення району за переписом 2001 року
- молдовани — 49,0 %
- українці — 17,7 %
- росіяни — 15,1 %
- болгари — 8,5 %
- гагаузи — 7,9 %
- білоруси — 0,4 %
- туркмени — 0,3 %

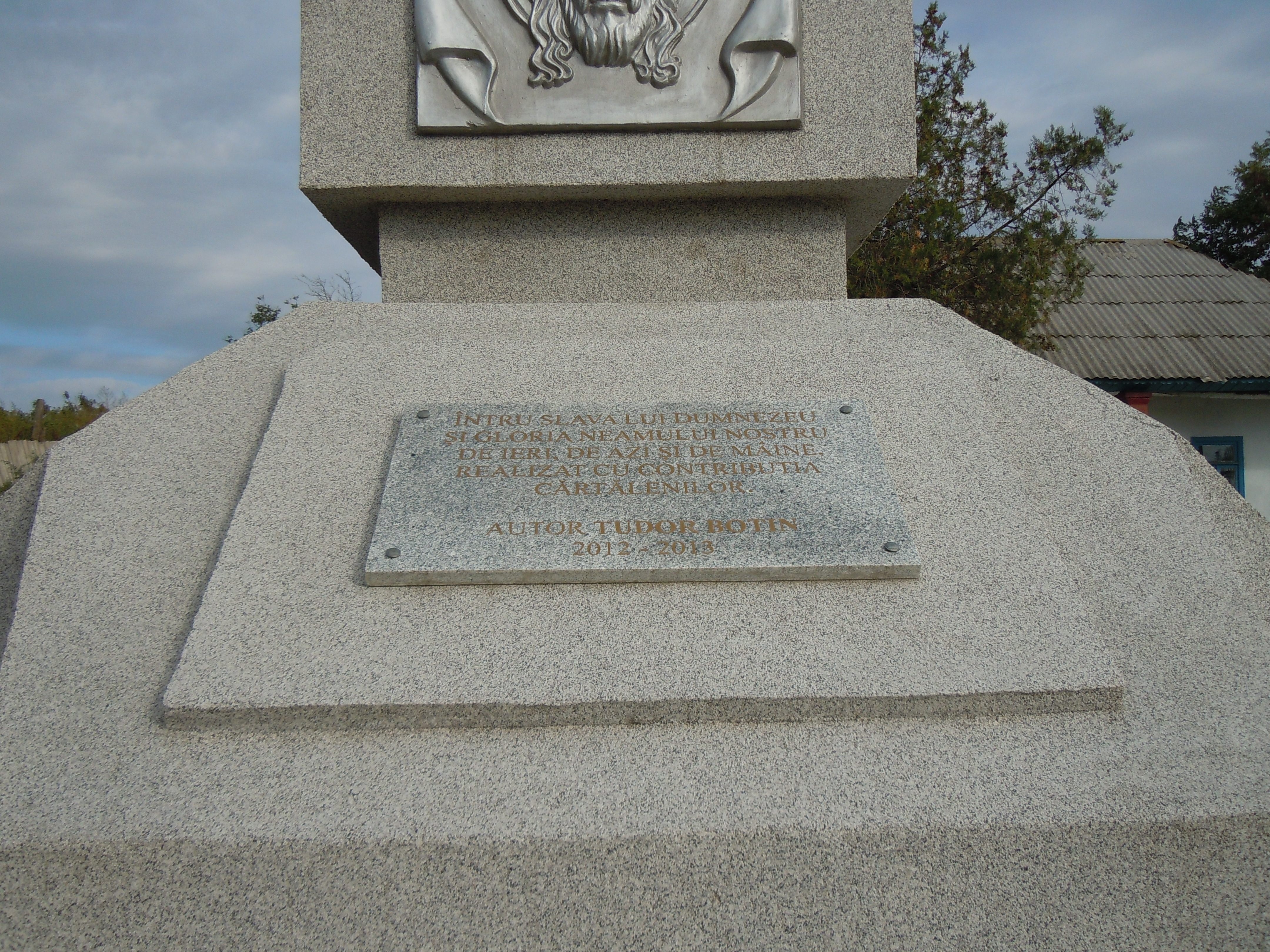
Ренійська громада — осередок румунської культури в Одеській області. На зображення — напис румунською на монументі в селі Орлівка

Етномовний склад населених пунктів району за переписом 2001 р. (рідна мова населення)
|                  | українська | румунська | російська | гагаузька | болгарська |
| ---------------- | ---------- | --------- | --------- | --------- | ---------- |
| Ренійський район | 7,26       | 40,83     | 37,88     | 6,76      | 6,61       |
| м. Рені          | 12,5       | 13,31     | 70,54     | 1,52      | 1,35       |
| с. Долинське     | 0,59       | 92,75     | 4,81      | 0,48      | 0,41       |
| с. Котловина     | 3,22       | 1,93      | 6,02      | 86,72     | 2,01       |
| с. Лиманське     | 0,79       | 93,34     | 3,85      | 0,91      | 0,91       |
| с. Нагірне       | 3,14       | 4,52      | 5,32      | 1,57      | 85,14      |
| с. Новосільське  | 2,1        | 92,05     | 3,22      | 0,7       | 1,26       |
| с. Орлівка       | 1,25       | 95,14     | 1,61      | 0,53      | 0,75       |
| с. Плавні        | 1,86       | 93,08     | 2,31      | 0,88      | 1,13       |

## Туризм

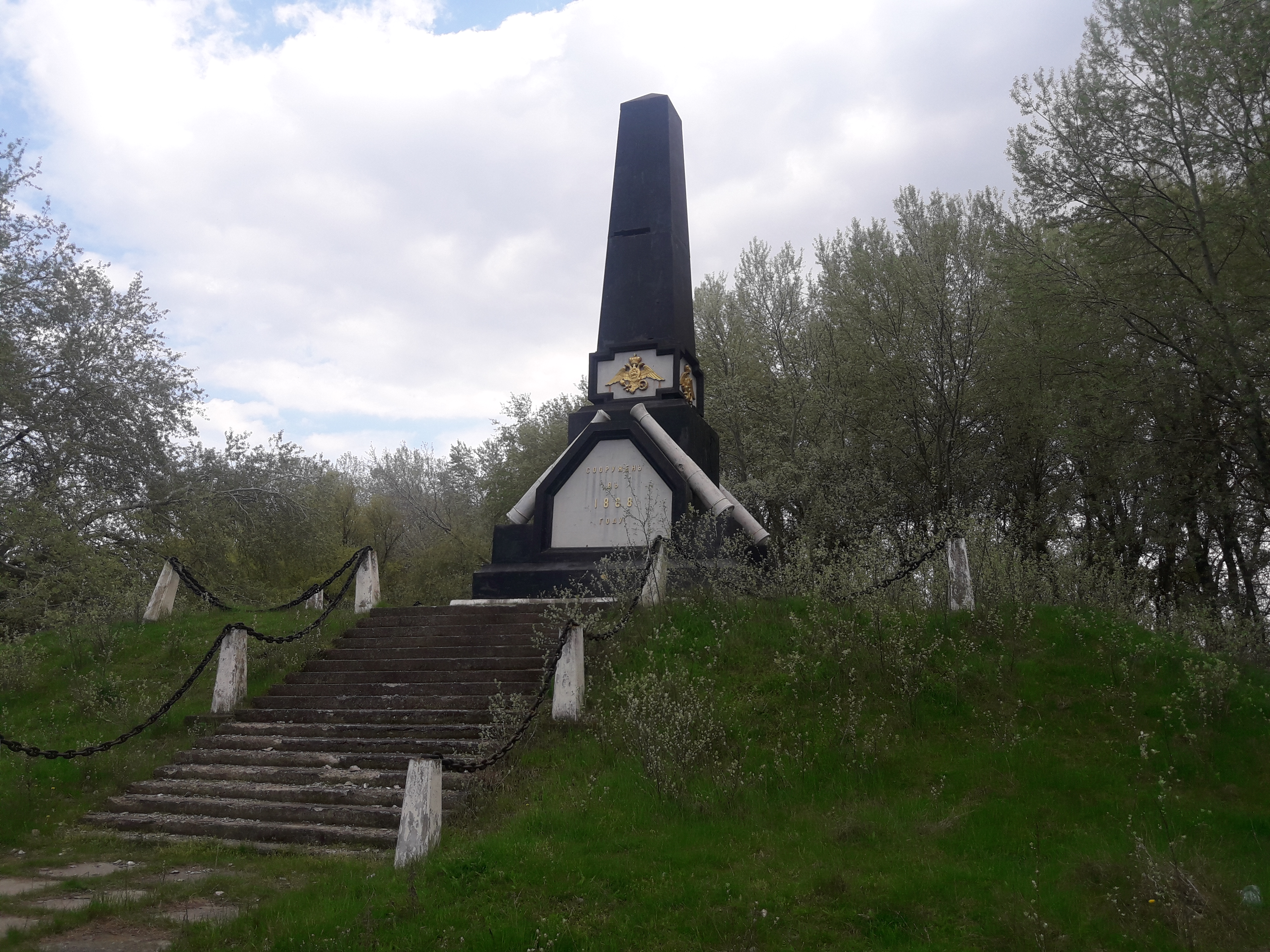
Місце переходу Російської армії через Дунай

На території громади розташовані такі архітектурні пам'ятки місцевого значення, як: Свято-Вознесенський собор м. Рені, Свято-Михайлівська церква в с. Плавні, Церква в с. Котловина, Собор св. Ферапонта у с. Новосільське, також зберігся пам'ятник, встановлений в 1880 році з приводу переходу російської армії через Дунай.
Наприкінці XIX сторіччя в м. Рені побував видатний український письменник Михайло Коцюбинський, який працював у складі філоксерної комісії.